# L'Univers de l'art

« L'Univers de l'art » (anglais : World of Art ; initialement intitulée The World of Art Library, litt. « La Bibliothèque du monde de l'art ») est une collection éditée par la maison d'édition britannique Thames & Hudson depuis 1958. Elle est composée de livres de poche qui font généralement environ 200 pages, mais avec de nombreuses illustrations. Plus de 300 titres ont été publiés au total. En France, la collection est entrée en circulation par l'intermédiaire des éditions Thames & Hudson.

## Description
La collection « L'Univers de l'art » traite de tous les sujets liés aux arts, mais principalement à l'histoire de l'art, allant de l'art pariétal préhistorique à l'art contemporain, de l'art gréco-romain et viking à l'art centre-asiatique (en) et japonais, de l'art académique à l'art outsider. Chaque titre est écrit par un éminent spécialiste du sujet.
La collection était initialement intitulée « The World of Art Library » et a été publiée avec de arrière-plan noir sur la quatrième de couverture et le dos, la couverture étant généralement occupée par une grande image en couleur. Au moins 93 titres les plus anciens ont été publiés en format cartonné, avec des jaquettes brillantes visuellement frappantes. En 2020, les couvertures ont été relookées par le studio de design néerlandais Kummer & Herrman, utilisant désormais le blanc comme arrière-plan. Le design a été inspiré par la proportion dorée.
Les plus anciens titres ont été regroupés en huit catégories avec des codes couleurs, qui ont été abandonnées : Artists (rose), Architecture (orange), Galleries (vert), General (jaune), History of Art (bleu), Modern Movements (rouge), Music (blanc) et New Directions (gris).